# Ким, Герман Николаевич
Герман Николаевич Ким (род. 16 июля 1953, Уштобе, Алматинская область, Казахская ССР, СССР) — советский и казахстанский историк и кореевед. Доктор исторических наук, профессор. Директор Института азиатских исследований КазНУ имени аль-Фараби. Заслуженный деятель Казахстана. Один из основателей школы корееведения в Центральной Азии.

## Биография
После окончания в 1977 году специального исторического факультета (с 6-летним обучением) КазГУ им. С. Кирова в течение 10 лет преподавал всемирную историю на немецком языке. В 1990 году защитил кандидатскую диссертацию о социально-культурном развитии корейцев Казахстана в 1946-66 годах (специальность 07.00.02 — История СССР), а впоследствии — докторскую диссертацию: «История иммиграции корейцев. Вторая половина XIX в.- 1945 г.». 31 октября 2002 года получил учёное звание профессора.
В 1992—1999 годах работал в Институте востоковедения АН РК, являлся заведующим отделом корееведения. В 1999—2008 годах — заведующий кафедрой корееведения и параллельно директор Центра корееведения, заместитель и исполняющий обязанности декана факультета востоковедения КазНУ им. аль-Фараби. В 2010—2014 годах — главный научный сотрудник Казахстанского института стратегических исследований при Президенте Республики Казахстан, с 2015 года — профессор кафедры Дальнего Востока факультета востоковедения КазНУ, а с марта 2020 года — директор Института Азиатских исследований.
Преподавал в ряде зарубежных вузов: Мичиганском университете, в столичных университетах Южной Кореи (Университет иностранных языков Хангук, Ханьянский университет, Сунгшинский женский университет) и Японии (Университет Хоккайдо, Киотский университет). С 2015 по 2019 год был профессором кафедры истории Университета Конгук (Сеул).
Издал более 30 монографий, книг и 250 научных статей в журналах и коллективных книгах в США, Японии, Южной Кореи, Великобритании, Германии и других странах. Фундаментальный научный труд в трех томах «История иммиграции корейцев» издан в Казахстане и Южной Корее. Он вошел в пятерку лучших научных трудов, изданных в 2005 году по истории Кореи.
Является членом редакционных советов научных журналов Казахстана, США, Южной Кореи, Турции.
Научные интересы связаны с историей и современным состоянием корейской диаспоры за рубежом, в том числе в Казахстане.

## Награды
- Заслуженный деятель Казахстана (2007)[5]
- Знак «За заслуги в развитии науки Республики Казахстан» (2009)
- Медаль «Бірлік» (2014)[6]
- Премия KBS за выдающиеся достижения в сфере гуманитарных и социальных наук (2014)[7]
- Орден Республики Корея «За гражданские заслуги» (Кукмин пхочжанг, 2015)
- Серебряная медаль КазНУ им. аль-Фараби (2016)
- Большая золотая медаль, учрежденная газетой «Мэиль кенгже» и Институтом объединённой культуры (2019)
- Орден «Достык II степени (2023)

## Научные труды
- Социально-культурное развитие корейцев Казахстана. Алма-Ата: Наука, 1989.- 60 с.
- История иммиграции корейцев. Книга первая. Вторая половина XIX в. −1945. Алматы: Дайк-пресс, 1999.- 424 с[4].
- Коре сарам: историография и библиография. Алматы: Казак университетi, 2000.- 324 с.
- Ким Г. Н., Сим Енг Соб. История просвещения корейцев России и Казахстана. Вторая половина XIX в. — 2000. Алматы: Казак университетi, 2000, 368 с.
- История религий Кореи. Алматы, Казак университетi, 2001.- 230 с.
- Ким Г. Н. Рассказы о родном языке. Популярное корееведение. Серия АКК. Алматы, Казак университетi, 2003. — 287 с.
- Ким Г. Н. „Республика Корея“. Алматы: „Дайк-Пресс“, 2010[8]
- Diasupora toshite no Korian (Koreans as Diaspora). В соавторстве с E.Chang (USA), S. Ryang (USA), Lee Kwang-Kyu (ROK), R.King (Canada). East Rock Institute. Tokyo. 2007.- 578 с.
- Казахстан — Южная Корея: по пути стратегического партнерства: монография. — В двух книгах. Алматы: Казахстанский институт стратегических исследований при Президенте РК, 2012. — 432 c.
- Избранные труды по корееведению. Казак университетi, 2013. — 775 c.
- Корейцы Казахстана. Астана, Академия гос. управления РК, 2016.-210 с.
- Kim German. Irredentism in disputed territories and its influence in the border conflicts and wars. — JTMS. The Journal of Territorial and Maritime Studies. Vol. 3, Number 1, Winter/Spring 2016.- pp. 87–103.
- Ким Г. Н. Введение в диаспорологию. Учебное пособие. [Introduction in the Diaspora Studies] Издательство „Kazak универсетi“, 2016.- 231 с. Ким Г. Н. Корея Республикасы. Алматы, „Kazak универсетi“, 2016, 271 с.
- German Kim. Correlations of Ethnicity, Identity and Religiosity of the young Generation of Korean Diaspora.(Preliminaries of the survey among Korean Minority Students in the post-soviet Central Asia) — International Journal of Global Diaspora Studies
- CIS 고려인 문학사와 론 CIS 고려인 문화의 어제와 오늘. 정덕준 , 김영미, 김정훈, 이상갑, 최인나, 김남석, 김게르만 지음 | 한국문화사.| 2016. 417 pages. (Ким Г. Н. в соавторстве с Чунг Док Чун, Ким Ен Ми, Ли Сан Габ, Инна Цой, Ким Нам Сок. История развития литература корейцев СНГ). Сеул: Хангук мунхваса. 417 стр.
- Ким Г. Н. и Чен В. С. Авторы-составители. Православие и корейцы.
- German N. KIM and Young Jin KIM. Gobonji as a Phenomenon of Ethnic Entrepreneurship among the Koryo-saram in the Soviet Second Economy. Korea Journal, vol. 56, no. 4 (winter 2016): 92-119. (SSCI, Scopus, Thomson&Reuter)
- Migration vs. Repatriation to South Korea in the Past and Present. — Journal of Contemporary Korean Studies Vol. 4, No. 1 (March 2017) : 35-62
- Объединение Кореи неизбежно. Книга 2. Cеул: Издательство UKGO, 2017. 212 с.
- Автор составитель совместно с В. Пак и В. Чен. Корейцы и православие. Сборник статей. Владивосток: Издательство Валентин, 2017. 512 с.
- Энциклопедия корейцев Казахстана. (Encyclopedia of Koreans in Kazakhstan (Co-Editor, Chief Consultant) Алматы: Kahak, 2017, 767 с.
- Хронология истории корейцев Казахстана. Алматы: НТО Кахак, 2017, 117 с.
- Основы диаспорологии. Учебное пособие. Алматы: Kazakh Universiteti, 2018, 247 с.
- The perishing language of Diaspora: the case of Koryo mar in Kazakhstan. -The Korean Language spread in Diaspora — Focusing on the Language Education. Edited by Claire You and Jangwon Ha. Monograph of the Center for Korean Diaspora. USLA Berkeley. 2018, pp. 122–151.
- Ким Г. Н. (ред. и соавтор). Диаспоры Казахстана: единство в многообразии. Алматы: Казак университетi, 2018. (Edit and Co-author). Diaspora in Kazakhstan: Unum in pluribus. Almaty, 2018
- 아리랑: 카자흐스탄 고려인 디아스포라의 민족 정체성적 상징. — 가요 속 통일인문학. 건국대학교 통일인문학연구단.| 2018, 177—195
- German N. Kim , Hwang Youngsarm. Korean Theater in Kazakhstan as a Cultural Hub of Diaspora. Korea Journal Korea Journal, vol. 59, no. 2 (summer 2019): 177—201. (SSCI, Scopus, Thomson&Reuter)
- Международные опыт диаспор Казахстана (ed) [ Diasporas of Kazakhstan in international relations] Алматы: Kazakh Universiteti, 2019, 237 c.
- Г. Н. Ким, И. А. Ким. Историко-демографический портрет корейцев СССР и СНГ (по материалам переписей населения) „Қазақ университеті“, 2020, 382 с.
- Г. Н. Ким. „Материковские“ и сахалинские корейцы: различия и сходства.- Этнографическое обозрение. 2020, № 3, с. 89-105. (Scopus)
- Ким Г. Н. (под ред., автор) По заданию партии и зову сердца: советские корейцы в Северной Корее. Москва, издательство ООК, 2020, 512 с.
- The Correlation of a Global Korean Commonwealth with the Confederation vs Reunification of Korea . — International Journal of Diaspora & Cultural Criticism. Volume 11 Number, 2021, pp. 52–72
- Г. Н. Ким пандемия как катализатор консолидации онлайновых СМИ и социальных сетей корейских диаспор СНГ.- Вестник КазНУ. Серия журналистика. (ККСОН).
- Советские корейцы в номенклатуре Cеверной Kореи. — Наука. Общество. Оборона. ВАК, РИНЦ, Index Copernicus.
- По заданию партии и зову сердца: советские корейцы в Северной Корее. Алматы: „Қазақ университеті“, 2022. Книга 2. — 480 с
- Корейские поселения на русском и советском Дальнем востоке (1864—1937)». Алматы, Қазақ университеті", 2022. — 355 стр.
- Повагонные (посемейные) списки депортированных корейцев как поливариантный источник исследования". Отан Тарихы (ККСОН). 2023. № 26 (1), с. 132 −143